# Bernard James Sheil
Bernard James Sheil (ur. 18 lutego 1886 w Chicago, Illinois, zm. 13 września 1969) – amerykański duchowny katolicki, biskup pomocniczy Chicago w latach 1928-1969.

## Życiorys
Święcenia kapłańskie otrzymał 21 maja 1910 z rąk abp. Jamesa Quigleya i inkardynowany został do rodzinnej archidiecezji.
25 marca 1928 papież Pius IX mianował go biskupem pomocniczym Chicago ze stolicą tytularną Pegae. 5 czerwca 1959 podniesiony do rangi arcybiskupa (ze stolicą Selge). Był najdłużej urzędującym sufraganem chicagowskim w całej historii tej archidiecezji.